# Vincenzo dal Prato
Vincenzo dal Prato   (Imola, 1756 - Múnic, 1828) va ser un italià castrat, cantant de la corda de soprano, famós pel seu treball amb Mozart.
Va estudiar a Bolonya, amb Lorenzo Gibelli i va debutar als setze anys el 1777 a Fano. El 1779 va ser convidat a cantar per al príncep hereu rus (que es va convertir en el tsar Paul I) a Stuttgart. Durant la seva estada a Alemanya va ser descobert per un dels "exploradors de talent" del tsar i immediatament compromès a treballar a Múnic. Dal Prato va ser un cantant professional a temps complet dels anys 1780 a 1805. Va ser molt popular, guapo i considerat amable amb tothom; el seu estil de cant era reconegut per la seva alta qualitat, però es pensava que la seva actuació era d'un estàndard mitjà. El seu paper preferit era el de l'amant seriós en òperes còmiques, que suposadament gaudia immensament, ja que li va permetre fer gala dels seus talents lírics sense necessitat de fer grans habilitats d'actuació.
El 1781, de 24 anys, va ser cridat a interpretar el paper d'Idamante a Idomeneo re di Creta de Mozart a Múnic, encara que després de la seva primera col·laboració, Mozart no va quedar impressionat per dal Prato.
De les cartes que Mozart va escriure al seu pare fins al 1780, sembla que totes les seves relacions amb castrati havien estat difícils. Mozart va afirmar que Manzuoli era brillant, però obstinat, Rauzzini era immadur i imprevisible, Tenducci era un libertino de renom, però tenia una veu naturalment encantadora i semblava natural al paper. Mozart havia estat encarregat d'escriure Idomeneo per al carnaval de 1781 i el paper d'Idamante havia de ser donat a un castrati. Mozart tenia una opinió molt pobra de dal Prato, i havia de ser prima donna només amb el nom. No el va considerar digne d'un paper tan important.
Després d'Idomeneo, dal Prato va romandre a Múnic durant 25 anys i es va establir com un famós primer uomo, malgrat les crítiques de Mozart. Mozart es va referir repetidament a Dal Prato en les seves cartes al seu pare com al nostre molt "amato castrato Dal Prato" (el nostre estimat castrat dal Prato) i el 1780 el descriu com "de mala qualitat". En una altra carta, insisteix que dal Prato ha cantat "in modo vergognoso" (cantava de manera vergonyosa), i fins i tot considerava cridar al castrat Ceccarelli, que Mozart menyspreava de Salzburg, per prendre el relleu com a Idamante. Mozart no creia que dal Prato pogués acabar els assajos, i molt menys actuar. Descriu a Dal Prato com "perjudicial per sempre", i diu que "no té idea de com cantar una cadència de manera eficaç", i ha afegit que "he d'ensenyar-li tot, com si hagués començat ahir". El cant dels recitatius va ser arruïnat pel tenor Anton Raaff (en el paper principal) i per dal Prato, i va dir que eren els pitjors actors que havia trobat mai.
Mozart va escriure el quartet Andrò ramingo e solo per començar amb Idamante, però l'estil era completament nou i res com això s'havia vist mai en l'òpera seria. Cap dels cantants estava a l'altura de la tasca i tots van reaccionar contra ella. Mozart va escriure al seu pare en les profunditats de la desesperació i va culpar a la pitjor reacció a Dal Prato. Va dir que la veu de Dal Prato no seria tan dolenta si sortís d'una altra part que la seva boca. No va poder entonar completament el quartet, va dir Mozart, que no tenia cap mètode, i "va cantar com un jove que feia una audició per a una part del cor de la capella". Mozart hauria d'haver-hi agraït aquest quartet perquè va organitzar un recital privatdos anys i mig més tard, amb ell mateix cantant el paper d 'Idamante (en una transcripció per tenor). Va esclatar a plorar i va haver de sortir fora de l'habitació, i ni tan sols la seva dona Constanze podia parlar-li per tornar.
Dal Prato va cantar la peça i va rebre una pensió per l'Elector Karl Theodor, que va rebre fins a la seva mort a Múnic el 1828.